# Liste der deutschen Botschafter im Irak
Die Liste der deutschen Botschafter im Irak enthält die Botschafter des Deutschen Reichs und der Bundesrepublik Deutschland im Irak. Sitz der Botschaft ist in Bagdad.

## Deutsches Reich
| Name                                                        | Amtszeit  | Anmerkungen                           |
| ----------------------------------------------------------- | --------- | ------------------------------------- |
| Wilhelm Litten                                              | 1927–1932 | bis 1929 Konsul, dann Geschäftsträger |
| Fritz Grobba                                                | 1932–1939 | Gesandter                             |
| Abbruch der diplomatischen Beziehungen am 6. September 1939 |           |                                       |

## Bundesrepublik Deutschland
Die diplomatischen Beziehungen wurden 1953 wieder aufgenommen.
| Name | Amtszeit  | Anmerkungen                    |
| --- | --------- | ------------------------------ |
| Wilhelm Melchers | 1953–1957 | Gesandter, ab 1956 Botschafter |
| Herbert Richter | 1957–1960 |                                |
| Werner von Bargen | 1960–1963 |                                |
| Hans Schmidt-Horix | 1963–1965 |                                |
| am 12. Mai 1965 Abbruch der diplomatischen Beziehungen, am 28. Februar 1974 Wiederaufnahme, Schutzmachtvertretung: Frankreich |           |                                |
| Heinz Voigt | 1974–1976 |                                |
| Fritz C. Menne | 1976–1979 |                                |
| Hermann Holzheimer | 1980–1983 |                                |
| Alfons Böcker | 1983–1985 |                                |
| Richard Ellerkmann | 1987–1991 |                                |
| Claude Robert Ellner | 1999–2004 |                                |
| Bernd Erbel | 2004–2006 |                                |
| Martin Kobler | 2006–2007 |                                |
| Hanns Heinrich Schumacher | 2007–2008 |                                |
| Christof Weil | 2008–2009 |                                |
| Paul Freiherr von Maltzahn | 2009–2010 |                                |
| Christian Berger | 2010–2012 |                                |
| Brita Wagener | 2012–2014 |                                |
| Ekkehard Brose | 2014–2016 |                                |
| Franz Josef Kremp | 2016–2017 |                                |
| Cyrill Nunn | 2017–2019 |                                |
| Ole Diehl | 2019–2021 |                                |
| Martin Jäger | 2021–2023 |                                |
| Christiane Hohmann | seit 2023 |                                |